# Michael Andrew (nuotatore)
Michael Charles Andrew (Edina, 18 aprile 1999) è un nuotatore statunitense.

## Carriera
Specializzato in tutti gli stili del nuoto, Andrew si è distinto sin da subito ai campionati giovanili: tra le edizioni di Singapore 2015 ed Indianapolis 2017 ha vinto 10 medaglie, di cui 4 d'oro.
Sempre a livello giovanile ha battuto più di 100 record (tra nazionali ed internazionali) sia in vasca lunga che in quella corta ed è stato lo statunitense più giovane della storia ad aver cominciato, a soli 14 anni, la carriera da professionista.
Per quanto concerne la carriera nelle gare senior, Andrew può vantare cinque medaglie d'oro vinte in due edizioni dei campionati mondiali in vasca corta.

## Palmarès
- Giochi olimpici

Tokyo 2020: oro nella 4x100m misti.
- Mondiali

Gwangju 2019: argento nella 4x100m misti.
Budapest 2022: oro nella 4x100m misti mista, argento nei 50m sl e nella 4x100m misti, bronzo nei 50m farfalla e nei 50m rana.
Doha 2024: argento nei 50m farfalla.
- Mondiali in vasca corta

Windsor 2016: oro nei 100 m misti, argento nella 4x50m misti e nella 4x50m sl.
Hangzhou 2018: oro nella 4 × 50 m sl, nella 4 × 100 m misti, nella 4 × 50 m sl mista e nella 4 × 50 m misti mista, argento nella 4 × 50 m misti.
Melbourne 2022: oro nella 4x50m misti mista, argento nella 4x50m misti.
Budapest 2024: argento nella 4x100m misti, bronzo nella 4x50m misti mista.
- Campionati panpacifici

Tokyo 2018: oro nei 50 m sl e bronzo nella 4 × 100 m misti mista.
- Mondiali giovanili

Singapore 2015: oro nei 50 m dorso, argento nei 50 m sl e nei 50 farfalla, argento nella 4 × 100 m misti e bronzo nella 4 × 100 m misti mista.
Indianapolis 2017: oro nei 50 m dorso, nei 50 m sl e nei 50 m farfalla, bronzo nei 50 m rana e nei 100 m rana.

## Primati personali
I suoi primati personali in vasca da 50 metri sono:
- 50 m stile libero: 21"41 (2022)
- 50 m dorso: 24"39 (2019)
- 100 m dorso: 53"40 (2019)
- 50 m rana: 26"52 (2022)
- 100 m rana: 58"14 (2021)
- 50 m delfino: 22"79 (2022)
- 100 m delfino: 50"80 (2021)
- 200 m misti: 1'55"26 (2021)

I suoi primati personali in vasca da 25 metri sono:
- 50 m stile libero: 20"94 (2018)
- 50 m dorso: 23"11 (2018)
- 100 m dorso: 50"36 (2018)
- 50 m rana: 26"02 (2020)
- 50 m farfalla: 22"32 (2018)
- 100 m misti: 51"16 (2018)

## International Swimming League
| Stagione 2019 | Stagione 2020 |
| ------------- | ------------- |
| NY Breakers   | NY Breakers   |